# Werner Arber
Werner Arber (Gränichen, Suïssa 1929) és un microbiòleg i genetista suís, catedràtic emèrit de la Universitat de Basilea. Va ser guardonat amb el Premi Nobel de Fisiologia o Medicina l'any 1978.

## Biografia
Va néixer el 3 de juny de 1929 a la ciutat de Gränichen, població situada al cantó suís d'Argòvia. Va estudiar química i física a l'Institut Federal Tecnològic de Zuric, on es va graduar el 1953. El 1958 es va doctorar a la Universitat de Ginebra i de 1971 a 1996 va ser catedràtic de biologia molecular a l'Institut d'Investigació (Biozentrum) de la Universitat de Basilea, i al llarg de la seva carrera ha realitzat col·laboracions amb Joshua Lederberg i Salvador Luria entre d'altres.

## Recerca científica
Va iniciar la seva recerca durant la seva estada a Ginebra, esdevenint assistent en les investigacions realitzades amb el microscopi electrònic, així mateix amplià el seu treball als bacteriòfags, especialment el bacteriòfag Lambda que afecta el bacteri Escherichia coli.
Posteriorment focalitzà la seva recerca sobre l'enzim de restricció, un enzim format per proteïnes que divideixen les cadenes de l'àcid desoxiribonucleic (ADN), cosa que permet fer modificacions en la molècula d'ADN i ampliar els coneixements en biotecnologia.
L'any 1978 fou guardonat amb la tercera part del Premi Nobel de Medicina o Fisiologia «per la descoberta dels enzims de restricció i la seva aplicació als problemes de la genètica molecular». Va compartir el premi amb Hamilton O. Smith i Daniel Nathans.